# Andrea Kékesy
Andrea Kékesy (Budapeste, 17 de setembro de 1926 – 10 de dezembro de 2024) foi uma patinadora artística húngara, que competiu em provas de duplas. Ela conquistou uma medalha de prata olímpica em 1948 ao lado do parceiro Ede Király, e duas medalhas em campeonatos mundiais, sendo uma de ouro e uma de prata. Kékesy morreu no dia 10 de dezembro de 2024, aos 98 anos.

## Principais resultados

### Com Ede Király
| Resultados                                            | Resultados      | Resultados    | Resultados       | Resultados      | Resultados      | Resultados    | Resultados    | Resultados    | Resultados    | Resultados    | Resultados    | Resultados    |
| Internacional                                         | Internacional   | Internacional | Internacional    | Internacional   | Internacional   | Internacional | Internacional | Internacional | Internacional | Internacional | Internacional | Internacional |
| Evento/Temporada                                      | 1943– 1944      |               | 1946– 1947       | 1947– 1948      | 1948– 1949      |               |               |               |               |               |               |               |
| ----------------------------------------------------- | --------------- | ------------- | ---------------- | --------------- | --------------- | ------------- | ------------- | ------------- | ------------- | ------------- | ------------- | ------------- |
| Jogos Olímpicos                                       |                 |               | Medalha de prata |                 |                 |               |               |               |               |               |               |               |
| Campeonato Mundial                                    |                 |               | Medalha de prata | Medalha de ouro |                 |               |               |               |               |               |               |               |
| Campeonato Europeu                                    |                 |               | Medalha de ouro  | Medalha de ouro |                 |               |               |               |               |               |               |               |
| Nacional                                              |                 |               |                  |                 |                 |               |               |               |               |               |               |               |
| Campeonato Húngaro                                    | Medalha de ouro |               | Medalha de ouro  | Medalha de ouro | Medalha de ouro |               |               |               |               |               |               |               |
|                                                       |                 |               |                  |                 |                 |               |               |               |               |               |               |               |
| Legenda: Competição não foi disputada nesta temporada |                 |               |                  |                 |                 |               |               |               |               |               |               |               |